# 渐尖叶鹿藿
渐尖叶鹿藿（学名：Rhynchosia acuminatifolia）为豆科鹿霍属下的一个种。

## 扩展阅读
- 維基物種上的相關：渐尖叶鹿藿